# Alphonse de Neuville

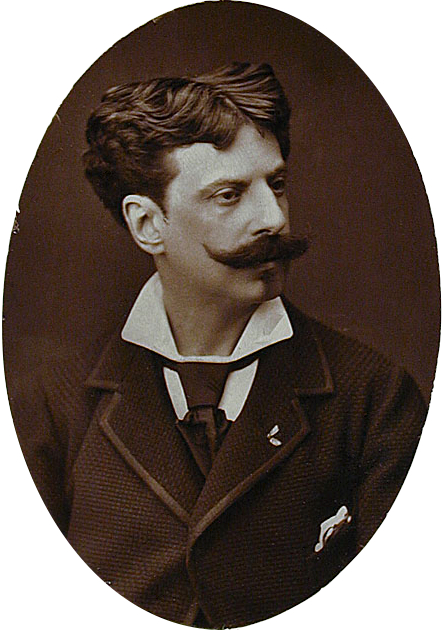

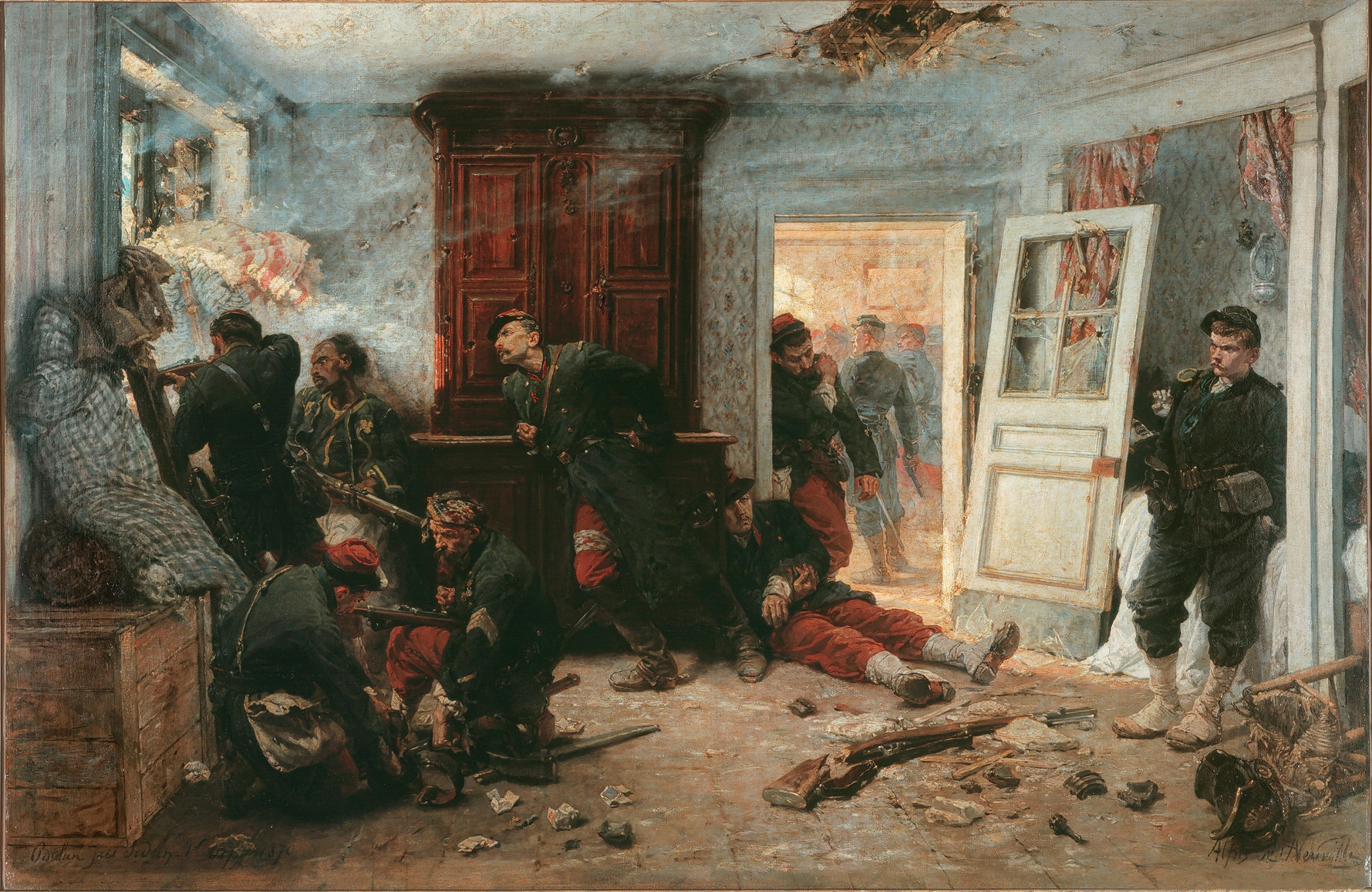
Alphonse de Neuville:
Die letzten Kartuschen: die Verteidigung der Auberge Bourgerie im Kampf um Bazeilles bei Sedan am 1. September 1870.

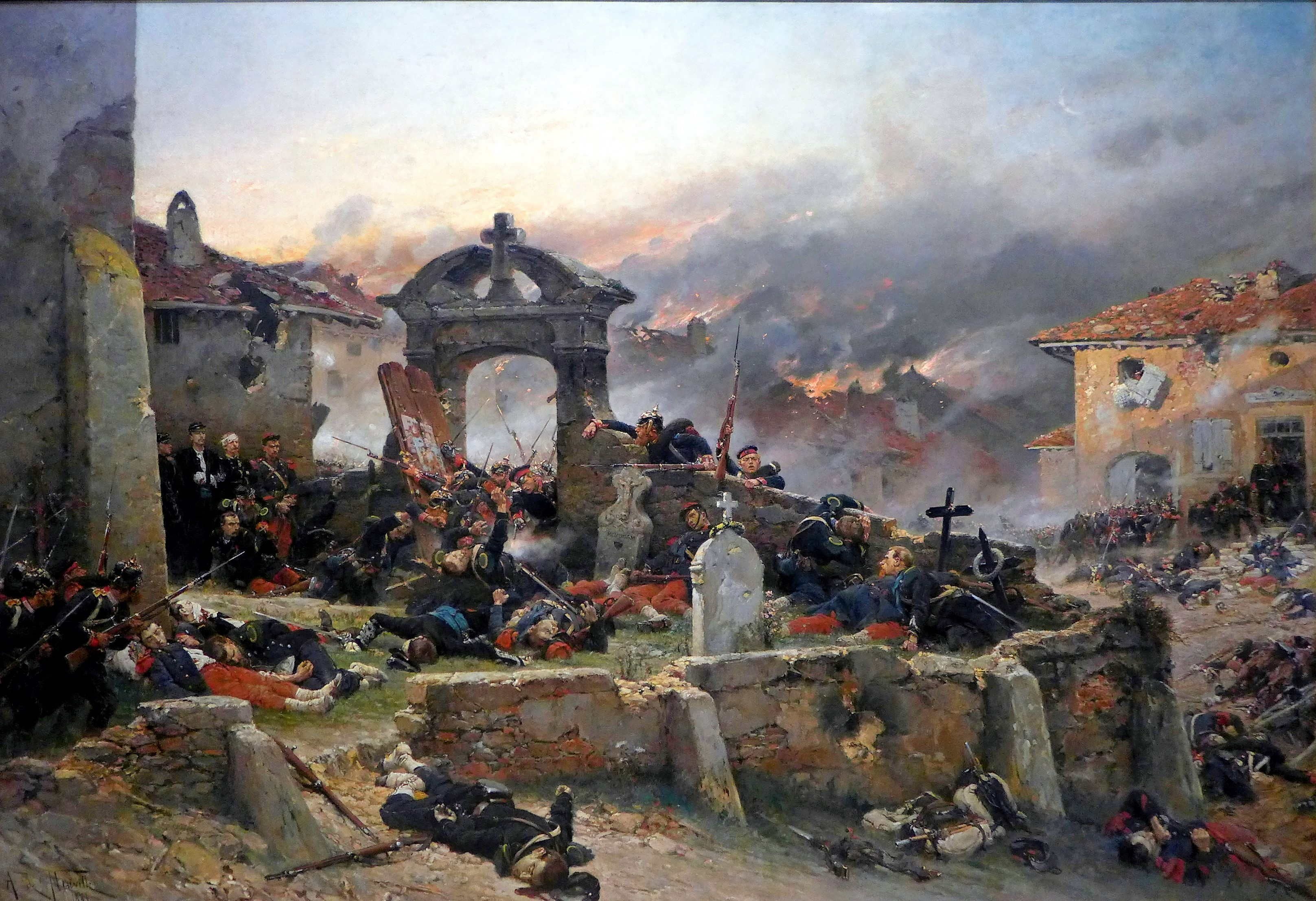
Alphonse de Neuville: Der Friedhof von Saint-Privat, 1881, Öl auf Leinwand, Musée d’Orsay, Paris; Der Friedhof von Saint-Privat in der Nähe von Metz wurde zum blutigen Schlachtfeld, auf dem 42000 Soldaten starben. Am 18. August 1870 kämpften dort die französischen Truppen, erkennbar an ihren roten Hosen, in den letzten Zügen gegen die preußische Armee. Das Licht, das durch den Gefechtsrauch im oberen Bildteil dringt, betont die Dramatik des Kampfes. Neuville hebt mit seiner Darstellung hervor, dass auch die Niederlage ehrenvoll sein kann. Mit dem Bild verteidigt er den republikanischen Patriotismus und stärkt das französische Revanchestreben. Das Gemälde, das 1881 im Pariser Salon erstmals ausgestellt wurde, brachte dem Künstler den Offizierstitel der Ehrenlegion ein.

Alphonse de Neuville (* 31. Mai 1836 in Saint-Omer (Département Pas-de-Calais); † 20. Mai 1885 in Paris) war ein französischer Schlachtenmaler.

## Leben
Neuville stammte aus einer wohlhabenden Familie. Nachdem er seine Schulzeit mit dem Abitur abgeschlossen hatte, begann er 1856 an der Marineakademie in Lorient (Bretagne) Ingenieurwissenschaften zu studieren.
In dieser Zeit begann sich de Neuville für Malerei zu interessieren und wurde Schüler des Malers François-Édouard Picot. Durch dessen Vermittlung kam de Neuville später als Schüler im Atelier von Eugène Delacroix unter. 1859 konnte de Neuville anlässlich einer Ausstellung des Pariser Salons mit dem Gemälde einer „Episode aus dem Krimkrieg“ debütieren.
In der Zwischenzeit entstanden zahlreiche Illustrationen für die Verleger Calman Lévy und Pierre-Jules Hertzel. Von den illustrierten Werken waren Autoren, wie Alexandre Dumas, Jules Verne und François Guizot.
Nachdem er den Deutsch-Französischen Krieg als Ingenieuroffizier mitgemacht hatte, begann eine zweite Periode seiner künstlerischen Tätigkeit. Im Nachkriegsfrankreich avancierte Neuville sehr schnell zum gefragten Schlachtenmaler. Zusammen mit Ernest Meissonier und Edouard Detaille war er ein Künstler der moralischen Erneuerung nach dem als „französisches Drama“ empfundenen verlorenen Krieg. Die Maler „… verfolgten fortan einen patriotischen Stil, der sich zu einer Schule weiterentwickelte und heute wahrscheinlich als militaristische Propaganda abkassifiziert würde“. Seinen Ruhm begründete Neuville mit dem Gemälde Biwak vor dem Dorf Le Bourget nach der Schlacht vom 21. Dezember 1870, das 1872 im Pariser Salon ausgestellt wurde.
Alphonse de Neuville starb 1885 kurz vor Vollendung seines 49. Lebensjahres in Paris, wo er auf dem Friedhof Montmartre ruht. Das Grab ist geschmückt mit einer Büste des Künstlers und der symbolischen Frauenfigur „Das klagende Frankreich“, aus Marmor, beides Werke von Francis de Saint-Vidal (1840–1900).

## Auszeichnungen und Ehrungen
- 1873: Ritter der Ehrenlegion nach dem Erfolg seines Gemäldes Die letzten Kartuschen im Pariser Salon
- 1881: Offizier der Ehrenlegion, nach dem Erfolg seines Gemäldes Der Friedhof von Saint-Privat im Pariser Salon
- 1888: Umbenennung der rue Brémontier, in der Alphonse de Neuville an der Ecke des boulevard Pereire ein von dem Architekten Gerhardt errichtetes hôtel particulier besaß, in rue Alphonse de Neuville, durch die Stadt Paris.
- 1889: Errichtung eines Standbildes auf der Place Wagram in Paris (zerstört).

## Werke (Auswahl)
- 1861: Die Gardejäger am Laufgraben des Mamelon Vert
- 1864: Straßenangriff von Magenta durch die Jäger
- 1866: Die Gardezuaven (Museum von St.-Omer)
- 1866: Die Zuavenschildwache
- 1867: Die Schlacht von San Lorenzo in Mexiko
- 1868: Jäger zu Fuß, die Tschernaja durchwatend (1888/1890 im Museum in Lille)
- 1872: Biwak vor dem Dorf Le Bourget (1888/1890 im Museum in Dijon)
- 1873: Die letzten Kartuschen zu Balan (in zahllosen Nachbildungen durch Kupferstich, Holzschnitt, Photographie etc. verbreitet)
- 1874: Der Kampf auf den Eisenbahnschienen (Kampfszene der Schlacht bei Spichern)
- 1874: Im Graben. Öl auf Leinwand, 57,7 cm × 96,5 cm, Walters Art Museum, Baltimore, Maryland, USA
- 1875: Angriff eines verbarrikadierten Hauses von Villersexel (Eine Skizze, Öl auf Leinwand, 83 cm × 62 cm, befindet sich in Paris im Musée d’Orsay)
- 1878: Le Bourget, Privatsammlung, New York (ebenfalls durch Nachbildungen weit verbreitet, die Skizze, Öl auf Leinwand, 79 cm × 58 cm befindet sich in Paris im Musée d’Orsay)
- 1880: Die Verteidigung von Rorke’s Drift
- 1881: Der Kirchhof von Saint-Privat am 18. August 1870, auch Der Friedhof von Saint-Privat, Paris, Musée d’Orsay
- 1881: Der Depeschenträger
- ???: Preußische Gefangene in der Kirche von Villersexel
- ???: Das Panorama der Schlacht bei Champigny